# Direction générale de la Statistique et des Études économiques
La direction générale de la Statistique et des Études économiques (DGSEE), service officiel des statistiques du Gabon, a été créée en 1976 dans sa forme actuelle. Ses activités s'organisent dans le cadre plus général du système statistique du Gabon.
La DGSEE est une direction générale de l'administration centrale placée sous l'autorité du ministre chargé de la statistique ; voir à la rubrique Histoire ci-dessous les Ministères de tutelle successifs. En 1983, ses attributions et son organisation avaient été précisées par un décret organisant son ministère de tutelle de l'époque, celui du Plan et de l'Aménagement du territoire.
Très généralement, la DGSEE est chargée d'assurer la coordination technique des activités du système statistique national et de réaliser elle-même, des activités de production et de diffusion des données statistiques pour les besoins du gouvernement, des administrations publiques, du secteur privé, des partenaires au développement et du public.

## Mission
Le décret de 1983 confie à la DGSEE une double mission : coordination du dispositif statistique national - réalisation d'un certain nombre de productions statistiques. À ce titre, il la charge :
1. de concevoir un ensemble national de statistiques et de coordonner cet ensemble, en
- proposant un schéma directeur statistique au niveau national,
- coordonnant et animant l'action des partenaires contribuant à l'élaboration des statistiques intégrées au schéma directeur,
- représentant le Gabon auprès des organismes statistiques extérieurs ;

2. de centraliser les informations statistiques de toutes origines, intégrées au schéma directeur ou étrangères comportant un intérêt pour le Gabon ;
3. de produire :
- les comptes nationaux,
- les indices de prix,
- toute statistique économique et financière
- diverses statistiques, dans la mesure où aucun autre organisme ne peut les prendre en charge,
- des statistiques démographiques ;

4. de publier et diffuser systématiquement et régulièrement des statistiques officielles et administrer l'accès aux statistiques non publiées.

## Organisation
La DGSEE est placée sous l'autorité d'un directeur général et d'un directeur général adjoint nommés en conseil des ministres sur proposition de son ministre de tutelle. Elle comprend quatre directions, chacune comportant deux services. Comme pour le directeur général et son adjoint, les directeurs et les chefs de service sont nommés par décret pris en conseil des ministres sur proposition du ministre de tutelle.
La Direction des études, de la coordination statistique et de l'informatique :
- service des études et de la coordination statistique
- service informatique

La Direction des statistiques générales
- service des enquêtes et des prix
- service des statistiques de production et du commerce extérieur

La Direction de la comptabilité nationale
- service des comptes nationaux
- service des études économiques

La Direction des statistiques démographiques
- service des mouvements de la population et de l'état-civil
- service des études démographiques

Ses bureaux sont situés à Libreville dans la zone industrielle d'Oloumi entre le marché et le bureau de poste de Lalala.

## Histoire
Le Service national de la statistique (SNS) a été créé en 1963, par le Gabon devenu indépendant depuis 1960. Puis il devient en 1968 le Service national de la statistique et des études économiques (SNSEE). En 1971 le SNSEE s'est mué en Direction de la statistique et des études économiques (DSEE) comprenant alors les trois divisions suivantes :
- La Division des Statistiques générales ;
- La Division des Comptes de la nation ;
- La Division des Enquêtes et de la Démographie.

En 1976, la SNSEE prend rang de direction générale et les trois divisions sont érigées en directions. Puis, avec la naissance de nouveaux besoins, en 1983, une quatrième direction est créée : la Direction des études, de la Coordination statistique et de l'informatique, et la direction des Enquêtes et de la Démographie change se dénomination pour Statistiques démographiques.
| Date            | Ministère                                                                            | Ministre         |
| --------------- | ------------------------------------------------------------------------------------ | ---------------- |
| 19 octobre 2009 | de l'Économie du Commerce de l’Industrie et du Tourisme                              | Magloire Ngambia |
| 19 juin 2009    | du Développement, de la Performance publique, de la Prospective et de la Statistique | Anaclé Bissiélo  |
| ...             | ...                                                                                  |                  |
| 1983            | du Plan et de l'Aménagement du Territoire                                            |                  |

| Nom                      | Adjoint                | Période     |
| ------------------------ | ---------------------- | ----------- |
| Prosper EBANG EBANG      |                        | 2020 - 2023 |
| Francis TIWINOT          |                        | 2009 - 2020 |
| Louis-Martin Wora        | Paul-Henri Nguema Meye | 2000 -2009  |
| Louis-Martin Wora        |                        | 1990 -2000  |
| Faustin Nze-Mendome      |                        | 1976-1990   |
| Mocktar Abdoulaye-Mbingt |                        | 1971-1976   |
| Edmond Fausther          |                        | 1969-1971   |
| Jean Auboin              |                        | 1967-1969   |
| Jean Arnaud              |                        | 1963-1967   |